# María (y los demás)
María (y los demás) és una pel·lícula espanyola de 2016, que constitueix el primer llargmetratge dirigit per Nely Reguera i que està interpretada en el seu paper protagonista per Bárbara Lennie, que va ser guardonada amb el premi Feroz a la millor actriu protagonista de 2016 per la seva interpretació en aquesta pel·lícula. Va ser presentada en la secció "Nous Directors" de la 64 edició del Festival Internacional de Cinema de Sant Sebastià.

## Argument
María és una dona de trenta anys responsable i controladora que ha cuidat al seu pare i als seus germans des que va morir la seva mare. Quan el pare anuncia que es casarà de nou, María sent que la seva vida s'enfonsa.

## Repartiment
- Bárbara Lennie com María
- José Ángel Egido com Antonio
- Pablo Derqui com Jorge
- Vito Sanz com Toni
- Marina Skell com Cachita
- Julián Villagrán com Dani
- Alexandra Piñeiro com Anne
- Rocío León com Julia
- Aixa Villagrán com Bea
- María Vázquez com Sofía
- Miguel de Lira com Sergio
- Luisa Merelas com Rosario
- Ernesto Chao com Arturo
- Fran Lareu com Rafa

## Producció i crítica
Es tracta del primer llargmetratge de Nely Reguera, que havia ja destacat en 2009 amb el curtmetratge Pablo, que va dirigir quan era alumna de la Escola Superior de Cinema i Audiovisuals de Catalunya. El llibret va haver de ser retallat per a adequar-lo a les seves escasses quatre setmanes de rodatge, que es va dur a terme a Galícia en 2015, entre la ciutat de la Corunya i les localitats veïnes de Culleredo i Carballo.
En aquesta cinta, Reguera confirma la seva excel·lència amb una pel·lícula de grans virtuts en la posada en escena, amb un poderós sentit de l'humor molt arrelat negra, en la qual sap descriure la solitud d'una dona jove en el món de persones que gira a la seva al voltant, des del seu amant fins al seu pare.

## Premis
Premis Goya
| Any  | Categoria                  | Nominades      | Resultat |
| ---- | -------------------------- | -------------- | -------- |
| 2016 | Millor directora novella   | Nely Reguera   | Nominada |
| 2016 | Millor actriu protagonista | Bárbara Lennie | Nominada |

Premis Feroz
| Any  | Categoria                  | Nominada       | Resultat   |
| ---- | -------------------------- | -------------- | ---------- |
| 2016 | Millor actriu protagonista | Bárbara Lennie | Guanyadora |

Premis Mestre Mateo
| Any  | Categoria                  | Nominada                                                              | Resultat   |
| ---- | -------------------------- | --------------------------------------------------------------------- | ---------- |
| 2016 | Millor actriu protagonista | Bárbara Lennie                                                        | Guanyadora |
| 2016 | Millor pel·lícula          |                                                                       |            |
| 2016 | Millor guió                | Nely Reguera Diego Ameixeiras Eduard Sola Valentina Viso Roger Sogues | Guanyadors |
| 2016 | Millor música              | Nico Casal                                                            | Guanyador  |
| 2016 | Millor so                  | Juan J. Gay López Diego S. Staub Miguel Barbosa                       | Guanyadors |

Festival Internacional de Cinema de Miami
| Any  | Categoria                        | Nominada | Resultat   |
| ---- | -------------------------------- | -------- | ---------- |
| 2016 | Millor pel·lícula iberoamericana | -        | Guanyadora |

Premis Turia
| Any  | Categoria          | Nominada     | Resultat   |
| ---- | ------------------ | ------------ | ---------- |
| 2017 | Millor Opera Prima | Nely Reguera | Guanyadora |